# Pontania myrtilloidica
Pontania myrtilloidica is een vliesvleugelig insect uit de familie van de bladwespen (Tenthredinidae). De wetenschappelijke naam van de soort werd voor het eerst geldig gepubliceerd in 1991 door Jens-Peter Kopelke.